# Morge (affluent de l'Allier)
Pour les articles homonymes, voir Morge.
La Morge (Morja en occitan) est une rivière française qui prend sa source à Lachamp, lieu-dit de la commune de Manzat dans la chaîne des Puys, au sein du parc naturel régional des Volcans d'Auvergne. C'est un affluent  de l'Allier avec laquelle elle conflue près de Maringues.

## Hydronymie
La « Morge » est un hydronyme venant du gaulois morga voulant dire « rivière de frontière ».
Il dérive d'une racine celtique *morg, elle-même métathèse de *mrog, issu de la racine indo-européenne *mer[e]g-, désignant une « frontière, démarcation, limite ». En latin, il donnera la forme margo, marginis, désignant également un(e) « bord, bordure, borne frontière, rive ».

## Géographie
De 68,4 km de longueur.

### Communes et cantons traversés
Dans le seul département du Puy-de-Dôme, la Morge traverse vingt-trois communes.

### Bassin collecteur
La Morge traverse cinq zones hydrographiques pour un total de 7 034 km2.

## Affluents
La Morge a dix-huit affluents référencés dont :
- La Sep, 8,2 km sur cinq communes avec un affluent :
  - Les Rieux
- Le Bédat (rive droite)
- L'Andoux (rive gauche)

## Hydrologie

### La Morge à Maringues
Le débit de la rivière mesuré à Maringues peu avant son confluent, mesuré au long d'une période de 38 ans (1970-2007), sur une surface de bassin de 713 km2, est de 4,22 m3/s.
Comparée à l'ensemble des cours d'eau de France, la Morge présente des fluctuations saisonnières de débit fort modérées, avec des hautes eaux d'hiver portant le débit mensuel moyen à un niveau situé entre 5,2 et 5,8 m3/s, de janvier à mai inclus (avec un double maximum en février et en mai), et des basses eaux d'été, de juillet à la mi-octobre, avec une baisse du débit moyen mensuel jusqu'à 2,26 m3/s au mois d'août, ce qui reste très substantiel.

### Étiage ou basses eaux
Aux étiages, le VCN3 peut chuter jusque 0,71 m3/s, ce qui reste fort élevé par rapport au débit moyen de la rivière.

### Crues
Les crues peuvent être assez importantes, mais bien moins que dans le bassin de la Vienne ou de la Saône par exemple. Les QIX 2 et QIX 5 valent respectivement 26 et 35 m3/s. Le QIX 10 est de 42 m3/s, le QIX 20 de 48 m3/s et le QIX 50 de 56 m3/s.
Le débit instantané maximal enregistré a été de 103 m3/s le 1er janvier 1982, tandis que la valeur journalière maximale était de 71 m3/s le 7 du même mois. Statistiquement de tels débits sont rarissimes, comme l'indique la valeur des différents QIX.

### Lame d'eau et débit spécifique
Les précipitations ne sont pas très abondantes dans le bassin de la Morge, et son débit moyen s'en ressent. La lame d'eau ne s'établit qu'à 187 mm annuellement, ce qui est fort médiocre comparé à la moyenne des cours d'eau issus du Massif central français, largement inférieur tant à la moyenne française (plus ou moins 320 millimètres/an), qu'à la moyenne du bassin de l'Allier (326 millimètres/an) ou de celui de la Loire (244 millimètres/an à Montjean-sur-Loire en aval d'Angers). Le débit spécifique atteint ainsi seulement 5,9 litres par seconde et par kilomètre carré de bassin.

## Patrimoine - Curiosités
La Morge est enjambée par un vieux pont dit Pont romain (il date en fait de la fin du Moyen Âge) qui se situe au niveau du Cheix-sur-Morge. Ce pont est classé monument historique depuis 1974.

### Les moulins de la Morge
La Morge – et certains de ses affluents comme le Gourou – a connu au XVIIIe et au XIXe siècle une forte concentration de moulins dans la partie haute de son cours. Le premier moulin, qui existait dès le XVIIIe siècle, est situé en contrebas du hameau de Troinat (commune de Manzat) ; ensuite les moulins, qui portent souvent le nom d'anciens meuniers, se succèdent sur les communes de Manzat, Saint-Georges-de-Mons, Vitrac, Saint-Angel, Charbonnières-les-Vieilles, Saint-Hilaire-la-Croix et Montcel. Certains de ces moulins sont encore en état de fonctionnement et connaissent une activité épisodique. Le moulin des Desniers (commune de Charbonnières-les-Vieilles), déjà mentionné sur la carte de Cassini, mais existant au moins depuis le XVIe siècle, est situé sur le Gourre ou Gourou, émissaire du gour de Tazenat, à proximité de son confluent avec la Morge ; c'est en fait un ensemble de quatre moulins à farine et d'un foulon. Ce moulin a été partiellement restauré par l'Association régionale des amis des moulins d'Auvergne (ARAM) et se visite.

## Aménagements et écologie
Situé sur un des affluents de la Morge, le barrage de la Sep soutient l'étiage de la rivière.